# Lerchea parviflora
Lerchea parviflora là một loài thực vật có hoa trong họ Thiến thảo. Loài này được Axelius mô tả khoa học đầu tiên năm 1987.